# Jan Boersma
Jan D. Boersma (* 1. November 1968) ist ein ehemaliger Windsurfer von den Niederländischen Antillen.
Jan Boersma kam ursprünglich aus den Niederlanden, zog jedoch auf die Niederländischen Antillen, um für diese zu starten. Bei den Olympischen Sommerspielen 1988 gewann er die Silbermedaille im Windsurfen (Lechner A-390). Dies war der einzige Medaillengewinn in der olympischen Geschichte der Niederländischen Antillen.